# Comté de New London
Le comté de New London est l'un des huit comtés de l'État du Connecticut aux États-Unis. Il est situé au sud-est de l'État. Selon le recensement de 2010, sa population est de 274 055 habitants.
Comme pour les sept autres comtés du Connecticut, il n'y a pas de gouvernement du comté ; ce sont les villes qui sont responsables de la police, du régiment de sapeurs-pompiers, des écoles, etc.

## Géographie
Selon le Bureau du recensement des États-Unis, la superficie du comté est 1 999 km², dont 1 725 km² de terre et 274 km² de plans d'eau. La superficie d'eau totale représente 13,70 % de l'étendue du comté.

### Géolocalisation
|                                    | Comté de Windham    | Comté de Kent       |
| Comté de Middlesex                 | Comté de New London | Comté de Washington |
| Comté de Hartford Comté de Tolland | Long Island Sound   | Long Island Sound   |

## Démographie
Au recensement de 2000, il y avait 259 088 habitants, 99 835 ménages, et 67 188 familles dans le comté. La densité de population était de 150/km². Il y avait 110 674 maisons avec une densité de 64/km². La population était composée de :
- 87,00 % blancs,
- 5,29 % noirs,
- 1,96 % asiatiques,
- 0,96 % amérindiens,
- 0,06 % natifs des îles du Pacifique,
- 2,05 % de diverses autres ethnies,
- 2,68 % de métis.

5,11 % de la population était hispanique ou Latino.
Sur les 99 835 ménages, 32,40 % avaient des enfants âgés de moins de 18 ans, 52,50 % étaient des couples mariés, 11,00 % étaient des familles monoparentales, et 32,70 % était les ménages non-familles. 26,40 % des ménages étaient composés de personnes vivant seules et 9,50 % étaient des personnes âgées de plus de 65 ans vivant seul. Le ménage moyen comportait 2,48 personnes et la famille moyenne avait 3,00.

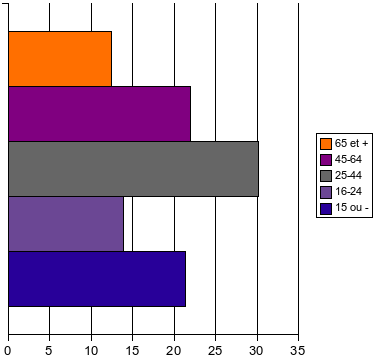
Représentation de la répartition de la population par âge en pourcentage.

Du côté de la pyramide des âges : 24,40 % avait moins de 18 ans, 8,60 % de 18 à 24, 31,20 % de 25 à 44, 22,80 % de 45 à 64, et 13,00 % qui avaient 65 ans ou plus. L'âge médian était 37 ans.  Pour chaque 100 femmes, il y avait 97,9 hommes.  Pour 100 femmes qui avaient 18 ans ou plus, il y avait 96,5 hommes.
Le revenu moyen des ménages du comté était $50 646 à comparer à la moyenne nationale qui est de $41,994, et le revenu médian de famille était $59 857.  Les hommes avaient un revenu médian de $41 292 contre $30 525 pour les femmes. Le revenu per capita du comté était $24 678. 6,4 % des habitants et 4,5 % des familles vivaient sous le seuil de pauvreté. 7,8 % des personnes qui avaient moins que 18 ans et 6,6 % des personnes qui avaient plus que 65 ans vivaient sous le seuil de pauvreté.
| 1790   | 1800   | 1810   | 1820   | 1830   | 1840   |
| ------ | ------ | ------ | ------ | ------ | ------ |
| 32 918 | 34 888 | 34 707 | 35 943 | 42 201 | 44 463 |

| 1850   | 1860   | 1870   | 1880   | 1890   | 1900   |
| ------ | ------ | ------ | ------ | ------ | ------ |
| 51 821 | 61 731 | 66 570 | 73 152 | 76 634 | 82 758 |

| 1910   | 1920    | 1930    | 1940    | 1950    | 1960    |
| ------ | ------- | ------- | ------- | ------- | ------- |
| 91 253 | 104 611 | 118 966 | 125 224 | 144 821 | 185 745 |

| 1970    | 1980    | 1990    | 2000    | 2010    | - |
| ------- | ------- | ------- | ------- | ------- | - |
| 230 654 | 238 409 | 254 957 | 259 088 | 274 055 | - |

## Les villes du comté
- Bozrah
- Colchester
- East Lyme
  - Niantic (un village d'East Lyme)
- Franklin
- Griswold
  - Jewett City (un village de Griswold)
- Groton
  - Conning Towers (un village de Groton)
  - Groton Long Point (un village de Groton)
  - Long Hill (un village de Groton)
  - Noank (un village de Groton)
  - Poquonock Bridge (un village de Groton)
  - Nautilus Park (un village de Groton)
- Lebanon
- Ledyard
- Lisbon
- Lyme
- Montville
  - Oxoboxo River (un village de Montville)
- New London
- North Stonington
- Norwich
- Old Lyme
- Preston
- Salem
- Sprague
- Stonington
  - Pawcatuck (un village de Stonington)
  - Mystic (un village de Stonington)
  - Old Mystic (un village de Stonington)
- Voluntown
- Waterford
  - Central Waterford (un village de Waterford)